# Luigi Tegas
Luigi Tegas (San Secondo di Pinerolo, 16 agosto 1823 – San Secondo di Pinerolo, 29 settembre 1897) è stato un politico e prefetto italiano.

## Biografia
Fu deputato del Regno di Sardegna per tre legislature, e per cinque lo fu del Regno d'Italia. 
Fu, inoltre, prefetto di Verona, Brescia, Lucca e Ravenna, nonché presidente della Provincia di Brescia dal 1867 al 1871.